# Terebra polygonia
Terebra polygonia is een slakkensoort uit de familie van de Terebridae. De wetenschappelijke naam van de soort is voor het eerst geldig gepubliceerd in 1860 door Reeve.